# Кортні Каммз
Крістін Карпентер (нар. 4 грудня 1981, Шепердстаун, Західна Вірджинія, США), відома як Ко́ртні Каммз (англ. Courtney Cummz) — американська порноакторка й порнорежисерка. 

## Життєпис
Народилася 4 грудня 1981 року в місті Шепердстаун, штат Західна Вірджинія, США.
У коледжі у Флориді навчалась на факультеті моди і маркетингу. 
Після потрапляння в порноіндустрії за місяць знялася в 30 сценах зі сценами анального сексу.
За даними на 2011 рік знялася в 268 порнофільмах.

## Премії та номінації
- 2006 Hottest Girl in Porn[3]
- 2006 Temptation Awards — Performer of the Year[4]
- 2006 Adam Film World — Female Performer of the Year[5]
- 2007 F.A.M.E. Award — Favorite Anal Starlet[6]
- 2007 Adultcon Award — Best Actress for Self-Pleasure Performance[7]
- 2007 Adam Film World — Best Interactive Sex Movie for Interactive Sex With Courtney Cummz[8]